# G. Samantha Rosenthal
Gregory Samantha Rosenthal (24 de janeiro de 1983) é uma historiadora, ativista e escritora americana. Atua como professora associada de História e coordenadora da Concentração em História Pública no Roanoke College, em Salem, Virgínia. É cofundadora do Projeto de História LGBTQ+ do Sudoeste da Virgínia (Southwest Virginia LGBTQ+ History Project). Rosenthal é autora de dois livros: Beyond Hawaiʻi: Native Labor in the Pacific World e Living Queer History: Remembrance and Belonging in a Southern City. Ela também integra o conselho diretor do Committee on Lesbian, Gay, Bisexual, and Transgender History e o conselho editorial da revista The Public Historian.

## Infância e educação
Rosenthal nasceu em 24 de janeiro de 1983, em um subúrbio de Schenectady, no estado de Nova York. Seu pai, Kimmo Rosenthal, era professor de matemática no Union College, e sua mãe, Robin Rosenthal, é artista. Ela começou a tocar piano aos sete anos de idade e continuou com aulas de música durante toda a infância e adolescência, expandindo seus estudos para trompa e canto.
Rosenthal cursou o Instituto de Artes da Califórnia por um ano, onde estudou composição musical, antes de se transferir para o Bates College, onde também se formou em música. Durante sua graduação, participou de um grupo estudantil anarquista e foi ativa em protestos estudantis e na organização política antigovernamental. Foi presa algumas vezes por protestar contra as políticas do governo Bush, a Guerra no Afeganistão e a invasão do Iraque em 2003. Rosenthal se formou no Bates College em 2005. Em 2015, obteve o título de doutora pela Universidade Stony Brook, com foco em ambientalismo. Sua tese, intitulada Hawaiians who Left Hawai’i: Work, Body, and Environment in the Pacific World, 1786–1876, foi premiada com o prêmio Rachel Carson de Melhor Dissertação pela American Society for Environmental History.

## Carreira
Em 2015, Rosenthal cofundou o Southwest Virginia LGBTQ+ History Project, uma iniciativa de história pública queer com base em Roanoke, Virgínia.
Ela é professora associada de História e coordenadora da Concentração em História Pública no Roanoke College, em Salem, Virgínia. Leciona disciplinas como história pública, humanidades digitais, História mundial e estudos LGBTQIA+. É autora de dois livros: Beyond Hawaiʻi: Native Labor in the Pacific World, publicado em 2018 pela University of California Press, e Living Queer History: Remembrance and Belonging in a Southern City, publicado em 2021 pela University of North Carolina Press.
Rosenthal recebeu prêmios e menções honrosas por seus trabalhos escritos e por sua atuação no Southern Virginia LGBTQ+ History Project, concedidos pela Oral History Association, American Society for Environmental History, Working Class Studies Association, National Council on Public History e Committee on Lesbian, Gay, Bisexual, and Transgender History. Ela integra o Conselho Diretivo do Committee on Lesbian, Gay, Bisexual, and Transgender History e faz parte do conselho editorial da revista The Public Historian.

## Vida pessoal
Rosenthal é uma mulher transgênero queer e utiliza pronomes femininos e não binários. Ela assumiu sua identidade como mulher transgênero pouco depois de se mudar para Roanoke, Virgínia, em 2015. Antes da transição, ela havia sido casada com uma mulher.